# Episodi di C'è sempre il sole a Philadelphia (dodicesima stagione)
La dodicesima stagione della serie televisiva C'è sempre il sole a Philadelphia è stata trasmessa negli Stati Uniti dal 4 gennaio all'8 marzo 2017 su FXX.
In Italia, la stagione è andata in onda dal 1º al 29 ottobre 2017 su Fox Comedy.
| nº | Titolo originale                        | Titolo italiano                      | Prima TV USA     | Prima TV Italia |
| -- | --------------------------------------- | ------------------------------------ | ---------------- | --------------- |
| 1  | The Gang Turns Black                    | La cricca in nero                    | 4 gennaio 2017   | 1º ottobre 2017 |
| 2  | The Gang Goes to a Water Park           | La cricca va al parco acquatico      | 11 gennaio 2017  | 1º ottobre 2017 |
| 3  | Old Lady House: A Situation Comedy      | A casa della vecchia: la sitcom      | 18 gennaio 2017  | 8 ottobre 2017  |
| 4  | Wolf Cola: A Public Relations Nightmare | Latte bomba                          | 25 gennaio 2017  | 8 ottobre 2017  |
| 5  | Making Dennis Reynolds a Murderer       | Fare di Dennis Reynolds un assassino | 1º febbraio 2017 | 15 ottobre 2017 |
| 6  | Hero or Hate Crime?                     | Omofobia o eroismo?                  | 8 febbraio 2017  | 15 ottobre 2017 |
| 7  | PTSDee                                  | Soldato Mike                         | 15 febbraio 2017 | 22 ottobre 2017 |
| 8  | The Gang Tends Bar                      | Il pacco di San Valentino            | 22 febbraio 2017 | 22 ottobre 2017 |
| 9  | A Cricket's Tale                        | Il ritorno del Grilletto             | 1º marzo 2017    | 29 ottobre 2017 |
| 10 | Dennis' Double Life                     | La doppia vita di Dennis             | 8 marzo 2017     | 29 ottobre 2017 |